# 月亮岛西站
月亮岛西站位于中华人民共和国湖南省长沙市望城区月亮岛街道银杉路与月亮岛路交叉口南侧地下，是长沙地铁4号线的地铁车站，2019年5月26日开通。本站计划与长沙地铁10号线换乘。

## 车站结构
本站沿月亮岛路南北布置，采用双柱双跨框架结构，属于地下二层岛式车站。车站设有4个出入口。